# Kickapoo Site 7
Kickapoo Site 7 ist ein Census-designated place (CDP) im Brown County des Bundesstaates Kansas in den Vereinigten Staaten. Die Siedlung liegt innerhalb der Kickapoo Indian Reservation.

## Geographie
Kickapoo Site 7 befindet sich im Südwesten des Brown County, nahe dem Zentrum der Kickapoo Reservation. Nach Angaben des United States Census Bureau umfasst der Ort eine Fläche von 1,3 km², ausschließlich Landfläche.